# Fixedsys
Fixedsys es un tipo de letra incluido en Microsoft Windows. Su nombre significa ‘fixed system’ en idioma inglés, aunque por lo general es pronunciado como ‘fixed size’, porque su único tamaño es 9. Es el tipo de letra más antiguo de Windows, y fue el tipo de letra predeterminado de los sistemas operativos Windows 1.0 y 2.0. Para Windows 3.x, la tipografía de la interfaz de usuario fue cambiada por un tipo de letra llamado System, aunque Fixedsys había sido continuado como el tipo de letra predeterminado en el Bloc de notas.
Fixedsys emula la fuente del sistema ASCII, mostrada durante los procesos "boot" en la mayoría de las PC, y todas las antiguas.
En Windows 95, 98 y Windows Me, Fixedsys era la fuente predeterminada para el Bloc de notas.

## Ejemplo
El siguiente texto está escrito en Fixedsys; si no lo tiene en su sistema, aparece la fuente "Serif":
Lorem ipsum dolor sit amet, consectetur adipisicing elit, sed do eiusmod tempor incididunt ut labore et dolore magna aliqua. Ut enim ad minim veniam, quis nostrud exercitation ullamco laboris nisi ut aliquip ex ea commodo consequat. Duis aute irure dolor in reprehenderit in voluptate velit esse cillum dolore eu fugiat nulla pariatur. Excepteur sint occaecat cupidatat non proident, sunt in culpa qui officia deserunt mollit anim id est laborum.